# 新笠戸ドック
株式会社新笠戸ドック（しんかさどドック）は、日本の造船メーカー。今治造船のグループ会社である。かつては宇部興産（現：UBE）の傘下だった。

## 事業所及び建造能力
- 本社･工場 - 山口県下松市大字笠戸島29-120
  - 第1号船渠：L 153.6 m × B 21.2 m
  - 第2号船渠：L 227 m × B 37 m
  - 第3号船渠：L 255 m × B 50 m
- 東京営業所 - 東京都千代田区

## 沿革
- 1918年 - 笠戸島船渠設立。嶋谷徳三郎の経営する嶋谷汽船と小野虎助の経営する小野造船鉄工所との共同出資だった[1]。
- 1923年 - 8月、第一次世界大戦後の景気悪化により笠戸島船渠会社は解散した[1]。
- 1924年 - 大阪鉄工所（現：日立造船→カナデビア）笠戸島工場となる。
- 1930年 - 笠戸船渠として大阪鉄工所より独立。
- 1959年 - 笠戸船渠の経営支援のため宇部興産（現：UBE）が株式の33%を取得し、同社グループ入り。
- 1988年 - 特定船舶製造業経営安定臨時措置法に基づく造船業界の集約化のため笠戸船渠を整理・解散し、修繕部門を承継して新笠戸ドックを宇部興産の全額出資により新たに設立。
- 2005年 - 今治造船のグループ会社となる[2]。
- 2007年 - 新造船建造を開始。
- 2018年 - 株式会社南日本造船の株式を取得して子会社化[3]。